# Unione Sportiva Foggia 1978-1979
Questa pagina raccoglie le informazioni riguardanti l'Unione Sportiva Foggia nelle competizioni ufficiali della stagione 1978-1979.

## Rosa
| N. |                   | Ruolo | Calciatore         |
| -- | ----------------- | ----- | ------------------ |
| -  | Italia (bandiera) | A     | Ernesto Apuzzo     |
| -  | Italia (bandiera) | A     | Roberto Bacchin    |
| -  | Italia (bandiera) | C     | Salvatore Barbieri |
| -  | Italia (bandiera) | P     | Mirko Benevelli    |
| -  | Italia (bandiera) | A     | Giuseppe Brunazzi  |
| -  | Italia (bandiera) | D     | Mauro Colla        |
| -  | Italia (bandiera) | D     | Paolo De Giovanni  |
| -  | Italia (bandiera) | A     | Giuliano Fiorini   |
| -  | Italia (bandiera) | D     | Eugenio Fumagalli  |
| -  | Italia (bandiera) | D     | Carmine Gentile    |
| -  | Italia (bandiera) | A     | Giovanni Gino      |

| N. |                   | Ruolo | Calciatore          |
| -- | ----------------- | ----- | ------------------- |
| -  | Italia (bandiera) | A     | Elio Gustinetti     |
| -  | Italia (bandiera) | A     | Giacomo Libera      |
| -  | Italia (bandiera) | C     | Giuseppe Lorenzetti |
| -  | Italia (bandiera) | D     | Venerio Pari        |
| -  | Italia (bandiera) | P     | Giorgio Pellizzaro  |
| -  | Italia (bandiera) | D     | Giovanni Pirazzini  |
| -  | Italia (bandiera) | A     | Nicola Ripa         |
| -  | Italia (bandiera) | D     | Luigi Russo         |
| -  | Italia (bandiera) | C     | Sandro Salvioni     |
| -  | Italia (bandiera) | D     | Rosario Sasso       |
| -  | Italia (bandiera) | C     | Nevio Scala         |

## Risultati

### Serie B

#### Girone di andata
| 24 settembre 1978 1ª giornata | SPAL | 0 – 1 | Foggia |  |

| 1º ottobre 1978 2ª giornata | Foggia | 3 – 1 | Sampdoria |  |

| 8 ottobre 1978 3ª giornata | Udinese | 2 – 0 | Foggia |  |

| 15 ottobre 1978 4ª giornata | Foggia | 2 – 0 | Lecce |  |

| 22 ottobre 1978 5ª giornata | Foggia | 3 – 1 | Bari |  |

| 29 ottobre 1978 6ª giornata | Pistoiese | 2 – 0 | Foggia |  |

| 5 novembre 1978 7ª giornata | Foggia | 1 – 1 | Rimini |  |

| 12 novembre 1978 8ª giornata | Nocerina | 0 – 1 | Foggia |  |

| 19 novembre 1978 9ª giornata | Foggia | 1 – 1 | Taranto |  |

| 26 novembre 1978 10ª giornata | Sambenedettese | 1 – 1 | Foggia |  |

| 3 dicembre 1978 11ª giornata | Foggia | 1 – 0 | Varese |  |

| 10 dicembre 1978 12ª giornata | Brescia | 4 – 3 | Foggia |  |

| 17 dicembre 1978 13ª giornata | Palermo | 2 – 1 | Foggia |  |

| 7 gennaio 1979 14ª giornata | Foggia | 0 – 0 | Cesena |  |

| 14 gennaio 1979 15ª giornata | Genoa | 1 – 1 | Foggia |  |

| 21 gennaio 1979 16ª giornata | Foggia | 1 – 1 | Monza |  |

| 28 gennaio 1979 17ª giornata | Cagliari | 0 – 0 | Foggia |  |

| 4 febbraio 1979 18ª giornata | Foggia | 1 – 1 | Ternana |  |

| 11 febbraio 1979 19ª giornata | Pescara | 4 – 1 | Foggia |  |

#### Girone di ritorno
| 18 febbraio 1979 20ª giornata | Foggia | 2 – 1 | SPAL |  |

| 25 febbraio 1979 21ª giornata | Sampdoria | 1 – 0 | Foggia |  |

| 4 marzo 1979 22ª giornata | Foggia | 0 – 0 | Udinese |  |

| 11 marzo 1979 23ª giornata | Lecce | 1 – 0 | Foggia |  |

| 18 marzo 1979 24ª giornata | Bari | 1 – 1 | Foggia |  |

| 25 marzo 1979 25ª giornata | Foggia | 1 – 2 | Pistoiese |  |

| 1º aprile 1979 26ª giornata | Rimini | 2 – 2 | Foggia |  |

| 8 aprile 1979 27ª giornata | Foggia | 3 – 0 | Nocerina |  |

| 14 aprile 1979 28ª giornata | Taranto | 0 – 0 | Foggia |  |

| 22 aprile 1979 29ª giornata | Foggia | 2 – 3 | Sambenedettese |  |

| 29 aprile 1979 30ª giornata | Varese | 1 – 1 | Foggia |  |

| 6 maggio 1979 31ª giornata | Foggia | 1 – 1 | Brescia |  |

| 13 maggio 1979 32ª giornata | Foggia | 1 – 1 | Palermo |  |

| 20 maggio 1979 33ª giornata | Cesena | 2 – 0 | Foggia |  |

| 27 maggio 1979 34ª giornata | Foggia | 1 – 1 | Genoa |  |

| 3 giugno 1979 35ª giornata | Monza | 1 – 0 | Foggia |  |

| 10 giugno 1979 36ª giornata | Foggia | 0 – 2 | Cagliari |  |

| 17 giugno 1979 37ª giornata | Ternana | 1 – 1 | Foggia |  |

| 24 giugno 1979 38ª giornata | Foggia | 1 – 2 | Pescara |  |

## Statistiche

### Statistiche di squadra
| Competizione | Punti | In casa | In casa | In casa | In casa | In casa | In casa | In trasferta | In trasferta | In trasferta | In trasferta | In trasferta | In trasferta | Totale | Totale | Totale | Totale | Totale | Totale | DR  |
| Competizione | Punti | G       | V       | N       | P       | Gf      | Gs      | G            | V            | N            | P            | Gf           | Gs           | G      | V      | N      | P      | Gf     | Gs     | DR  |
| ------------ | ----- | ------- | ------- | ------- | ------- | ------- | ------- | ------------ | ------------ | ------------ | ------------ | ------------ | ------------ | ------ | ------ | ------ | ------ | ------ | ------ | --- |
| Serie B      | 33    | 19      | 6       | 9       | 4       | 25      | 19      | 19           | 2            | 8            | 9            | 14           | 26           | 38     | 8      | 17     | 13     | 39     | 45     | -6  |
| Coppa Italia | 2     | 2       | 1       | 0       | 1       | 2       | 2       | 2            | 0            | 0            | 2            | 0            | 6            | 4      | 1      | 0      | 3      | 2      | 8      | -6  |
| Totale       |       | 21      | 7       | 9       | 5       | 27      | 21      | 21           | 2            | 8            | 11           | 14           | 32           | 42     | 9      | 17     | 16     | 41     | 53     | -12 |

### Statistiche dei giocatori
| Giocatore      | Serie B  | Serie B | Serie B     | Serie B    | Coppa Italia | Coppa Italia | Coppa Italia | Coppa Italia | Totale   | Totale | Totale      | Totale     |
| Giocatore      | Presenze | Reti    | Ammonizioni | Espulsioni | Presenze     | Reti         | Ammonizioni  | Espulsioni   | Presenze | Reti   | Ammonizioni | Espulsioni |
| -------------- | -------- | ------- | ----------- | ---------- | ------------ | ------------ | ------------ | ------------ | -------- | ------ | ----------- | ---------- |
| E. Apuzzo      | 17       | 3       | ?           | ?          | ?            | ?            | ?            | ?            | 17+      | 3+     | ?           | ?          |
| R. Bacchin     | 32       | 3       | ?           | ?          | ?            | ?            | ?            | ?            | 32+      | 3+     | ?           | ?          |
| S. Barbieri    | 10       | 1       | ?           | ?          | ?            | ?            | ?            | ?            | 10+      | 1+     | ?           | ?          |
| M. Benevelli   | 20       | -23     | ?           | ?          | ?            | ?            | ?            | ?            | 20+      | -23+   | ?           | ?          |
| G. Brunazzi    | 1        | 0       | ?           | ?          | ?            | ?            | ?            | ?            | 1+       | 0+     | ?           | ?          |
| M. Colla       | 35       | 0       | ?           | ?          | ?            | ?            | ?            | ?            | 35+      | 0+     | ?           | ?          |
| P. De Giovanni | 34       | 0       | ?           | ?          | ?            | ?            | ?            | ?            | 34+      | 0+     | ?           | ?          |
| G. Fiorini     | 25       | 4       | ?           | ?          | ?            | ?            | ?            | ?            | 25+      | 4+     | ?           | ?          |
| E. Fumagalli   | 12       | 0       | ?           | ?          | ?            | ?            | ?            | ?            | 12+      | 0+     | ?           | ?          |
| C. Gentile     | 3        | 0       | ?           | ?          | ?            | ?            | ?            | ?            | 3+       | 0+     | ?           | ?          |
| G. Gino        | 9        | 0       | ?           | ?          | ?            | ?            | ?            | ?            | 9+       | 0+     | ?           | ?          |
| E. Gustinetti  | 37       | 1       | ?           | ?          | ?            | ?            | ?            | ?            | 37+      | 1+     | ?           | ?          |
| G. Libera      | 32       | 13      | ?           | ?          | ?            | ?            | ?            | ?            | 32+      | 13+    | ?           | ?          |
| G. Lorenzetti  | 10       | 1       | ?           | ?          | ?            | ?            | ?            | ?            | 10+      | 1+     | ?           | ?          |
| V. Pari        | 26       | 1       | ?           | ?          | ?            | ?            | ?            | ?            | 26+      | 1+     | ?           | ?          |
| G. Pellizzaro  | 19       | -22     | ?           | ?          | ?            | ?            | ?            | ?            | 19+      | -22+   | ?           | ?          |
| G. Pirazzini   | 23       | 1       | ?           | ?          | ?            | ?            | ?            | ?            | 23+      | 1+     | ?           | ?          |
| N. Ripa        | 15       | 1       | ?           | ?          | ?            | ?            | ?            | ?            | 15+      | 1+     | ?           | ?          |
| L. Russo       | 1        | 0       | ?           | ?          | ?            | ?            | ?            | ?            | 1+       | 0+     | ?           | ?          |
| S. Salvioni    | 35       | 4       | ?           | ?          | ?            | ?            | ?            | ?            | 35+      | 4+     | ?           | ?          |
| R. Sasso       | 29       | 5       | ?           | ?          | ?            | ?            | ?            | ?            | 29+      | 5+     | ?           | ?          |
| N. Scala       | 31       | 1       | ?           | ?          | ?            | ?            | ?            | ?            | 31+      | 1+     | ?           | ?          |